# Dictys de Crète
Pour les articles homonymes, voir Dictys.
Dictys de Crète (en latin Dictys Cretensis) fut selon la légende un compagnon d'Idoménée lors du siège de Troie. La tradition rapporte qu'il aurait rédigé un « journal » (ou « éphéméride ») de la guerre.

## Texte
Le texte en latin connu sous le nom d’Éphéméride de la guerre de Troie (Ephemeris belli Troiani, en six livres) date du IVe siècle apr. J.-C. Il est dû à un certain Quintus Septimius qui prétend traduire le texte de Dictys retrouvé, paraît-il, après un tremblement de terre en Crète sous le règne de Néron. L'existence d'un original grec a longtemps été mise en doute, mais elle a été confirmée en 1899-1900 par la découverte d'un fragment parmi les papyrus d'Oxyrhynque (rouleau réutilisé en l'an 206). L'Éphéméride de Dictys a été utilisé comme source par les chroniqueurs byzantins à partir de Jean Malalas. Le plus ancien manuscrit du texte latin, conservé dans la bibliothèque des comtes Balleani à Jesi et décrit en 1907 (Codex Æsinas), date en grande partie du IXe siècle. La Bibliothèque nationale de France possède un exemplaire ayant appartenu à Pétrarque (Paris. lat. 5690). La première édition imprimée date au plus tard de 1471.
L’Éphéméride de Dictys a souvent été associé (en Occident) à l'Histoire de la destruction de Troie attribué à Darès le Phrygien, avec lequel il est généralement imprimé. C'étaient au Moyen Âge les deux principales sources sur la guerre de Troie. Par exemple, Ditis est cité comme source au vers numéro 649 du Roman de Troie, achevé circa 1155.